# Ivan Cerinko
Ivan Ivanovîci (sau Ivanovici) Cerinko (în ucraineană Іван Іванович Черінько, în rusă Иван Иванович Черинько; n. 22 iulie/4 august 1908, Denhî, Zolotonoshsky Uyezd⁠(d), gubernia Poltava⁠(d), Imperiul Rus – d. 6 octombrie 1948, Aşgabat, Republica Sovietică Socialistă Turkmenă, URSS) a fost un artist ucrainean stabilit în Turkmenistan din 1933. A fost unul din artiștii școliți în Rusia care au venit în Turkmenistan să creeze opere de artă despre natura și cultura republicii. El a fondat Uniunea Artiștilor din Turkmenistan în anii 1930 și a co-fondat Școala de Artă Turkmenă „Șota Rustaveli”.

## Tinerețe si educație
Cherinko s-a născut la 22 iulie 1908 în satul Denhî, în prezent amplasat în raionul Zolotonoșa, regiunea Cerkasî, centrul Ucrainei. Din 1926 până în 1931 a studiat arta la Institutul de Artă din Kiev, fiind discipolul lui Mihail Bernștein⁠(d), Fedir Krîcevskîi⁠(d), Viktor Palmov⁠(d) și B. F. Uiț.

## Carieră
Cerinko a făcut parte dintr-un grup de artiști absolvenți ai școlilor de artă rusești care au venit în Turkmenistan în anii 1930. Aceștia au înființat latura clasică a artelor plastice în Turkmenia, parțial inspirându-se din arta populară a locului. Cerinko și-a prezentat prima expoziție în 1934. Lucrările sale sunt considerate exemple semnificative de pictură turkmenă. Cerinko a studiat cultura și viața turkmenilor și a căutat să surprindă natura lumilor lor interioare. Portretele, peisajele și compozițiile sale istorice reflectă cultura tradițională a țării. El a pictat portretul fermierului Nurjemal Ersaryeva și al artistului Alty Karliev⁠(d). Picturile sale Fierăria (1928), Beiul: Puterea celui avut (1940), Djighiții (1944-1946) și Primăvara în Bagyr (1947) reflectă transformările sociale din Turkmenia sovietică în prima jumătate a secolului al XX-lea. Lucrările sale fac parte din colecția Muzeului de Arte Frumoase din Turkmenistan⁠(d). În 1945, a fost decorat cu titlul onorific Muncitor al Artei al Republicii Socialiste Sovietice Turkmene.
Cerinko a fondat Uniunea Artiștilor din Turkmenistan în anii 1930, perioadă de avânt în artele plastice din Turkmenistan. A prezidat consiliul de administrație al Uniunii în 1938 și în 1945-1948. Împreună cu Serghei Beglearov⁠(d) a înființat o școală de artă în Așgabat, numită în memoria lui Șota Rustaveli. A fost profesor la noua instituție în anii 1933-1936 și 1938-1940, promovând realismul socialist.

## Viață personală
Cerinko a fost căsătorit cu studenta sa Evghenia Adamova (1913–1991), artistă care s-a născut în Livnî, regiunea Oriol (Rusia) și s-a mutat în Turkmenistan împreună cu părinții ei în 1932. Lucrările ei sunt, de asemenea, parte a colecției Muzeului de Arte Frumoase din Turkmenistan.
Artistul a murit la 6 octombrie 1948 la Așgabat, în timpul cutremurului din 1948⁠(d), care a ucis între 10.000 și 100.000 de oameni.